# Гірськолижний спорт на зимових Олімпійських іграх 1956
Змагання з гірськолижного спорту на зимових Олімпійських іграх 1956 тривали з 27 січня до 3 лютого в Кортіна-д'Ампеццо (Італія). Програма складалася з 6-ти дисциплін. Змагання чоловіків у гігантському слалом відбулися на горі Фалорія, в решті дисциплін - на горі Тофане.
Австрієць Тоні Зайлер став першим гірськолижником, що здобув три золоті медалі на одних Олімпійських іграх. 1968 року його досягнення повторив Жан-Клод Кіллі.

## Таблиця медалей
| Місце               | Країна                     | Золото | Срібло | Бронза | Загалом |
| ------------------- | -------------------------- | ------ | ------ | ------ | ------- |
| 1                   | Австрія                    | 3      | 3      | 3      | 9       |
| 2                   | Швейцарія                  | 2      | 2      | 0      | 4       |
| 3                   | Об'єднана німецька команда | 1      | 0      | 0      | 1       |
| 4                   | Японія                     | 0      | 1      | 0      | 1       |
| 5                   | Канада                     | 0      | 0      | 1      | 1       |
| 5                   | СРСР                       | 0      | 0      | 1      | 1       |
| 5                   | Швеція                     | 0      | 0      | 1      | 1       |
| Загалом (7 збірних) | Загалом (7 збірних)        | 6      | 6      | 6      | 18      |

## Чемпіони та призери

### Чоловіки
| Дисципліна         | Золото                | Золото | Срібло                      | Срібло | Бронза                      | Бронза |
| ------------------ | --------------------- | ------ | --------------------------- | ------ | --------------------------- | ------ |
| Швидкісний спуск   | Тоні Зайлер · Австрія | 2:52.2 | Реймон Фелле · Швейцарія    | 2:55.7 | Андерль Мольтерер · Австрія | 2:56.2 |
| Гігантський слалом | Тоні Зайлер · Австрія | 3:00.1 | Андерль Мольтерер · Австрія | 3:06.3 | Вальтер Шустер · Австрія    | 3:07.2 |
| Слалом             | Тоні Зайлер · Австрія | 3:14.7 | Тіхару Іґая · Японія        | 3:18.7 | Стіґ Солландер · Швеція     | 3:20.2 |

Джерело:

### Жінки
| Дисципліна         | Золото                                    | Золото | Срібло                   | Срібло | Бронза                   | Бронза |
| ------------------ | ----------------------------------------- | ------ | ------------------------ | ------ | ------------------------ | ------ |
| Швидкісний спуск   | Мадлен Берто · Швейцарія                  | 1:40.7 | Фріда Денцер · Швейцарія | 1:45.4 | Люсіль Вілер · Канада    | 1:45.9 |
| Гігантський слалом | Оссі Райхерт · Об'єднана німецька команда | 1:56.5 | Путці Франдль · Австрія  | 1:57.8 | Теа Гохлайтнер · Австрія | 1:58.2 |
| Слалом             | Рене Койяр · Швейцарія                    | 1:52.3 | Регіна Шепф · Австрія    | 1:55.4 | Євгенія Сидорова · СРСР  | 1:56.7 |

Джерело:

## Опис траси
| Дата        | Спуск                         | Висота старту | Висота фінішу | Перепад висот | Довжина спуску | Середній нахил |
| ----------- | ----------------------------- | ------------- | ------------- | ------------- | -------------- | -------------- |
| П'ят 3 лют  | Швидкісний спуск - чоловіки   | 2282 м        | 1380 м        | 902 м         | 3.461 км       | 26,1%          |
| Сер 1 лют   | Швидкісний спуск - жінки      | 2114 м        | 1612 м        | 502 м         | 1.552 км       | 32,3%          |
| Нед 29 січ  | Гігантський слалом - чоловіки | 2336 м        | 1713 м        | 623 м         | 2.660 км       | 23,4%          |
| П'ят 27 січ | Гігантський слалом - жінки    | 2020 м        | 1612 м        | 408 м         | 1.366 км       | 29,9%          |
| Вів 31 січ  | Слалом - чоловіки             | 1748 м        | 1497 м        | 251 м         | 0.617 км       | 40,7%          |
| Пон 30 січ  | Слалом - жінки                | 1673 м        | 1498 м        | 175 м         | 0.456 км       | 38,4%          |

Джерело: